# David Rodríguez Carvajal
David Manuel Rodríguez Carvajal (29 de agosto de 1978, Tuineje) es un jugador de balonmano.
David Carvajal ha jugado en el FC Barcelona, en el Portland San Antonio de Pamplona y en el Cuenca 2016. Anteriormente a estos 3 clubes, estuvo en el BM Gáldar a las órdenes del entrenador Jordi Ribera.
En la temporada 2010-2011 ha regresado a Pamplona, para formar parte de la plantilla del Anaitasuna, equipo de la segunda categoría del balonmano español.
Ha sido internacional las categorías de la selección española juvenil y junior, siendo elegido mejor extremo derecho del Campeonato junior celebrado en Innsbruck en 1998.

## Equipos
- BM Gáldar (1994/2003)
- FC Barcelona (2003-2004)
- Portland San Antonio (2004/2008)
- Cuenca 2016 (2008/2010)
- Anaitasuna (2010/2011)

## Palmarés
- Liga ASOBAL 2004/2005
- Supercopa de Europa de Balonmano en 2003/2004
- 1 Copa del Rey de Balonmano 2003/2004
- Supercopa de España 2003/2004-2005/2006